# Tetracanthella sibirica
Tetracanthella sibirica är en urinsektsart som beskrevs av Louis Deharveng 1987. Tetracanthella sibirica ingår i släktet Tetracanthella och familjen Isotomidae. Inga underarter finns listade i Catalogue of Life.